# Гольцгюнц
Гольцгюнц (нім. Holzgünz) — громада в Німеччині, знаходиться в землі Баварія. Підпорядковується адміністративному округу Швабія. Входить до складу району Унтеральгой. Складова частина об'єднання громад Меммінгерберг.
Площа — 12,10 км2. Населення становить 1390 ос. (станом на 31 грудня 2020).

## Галерея

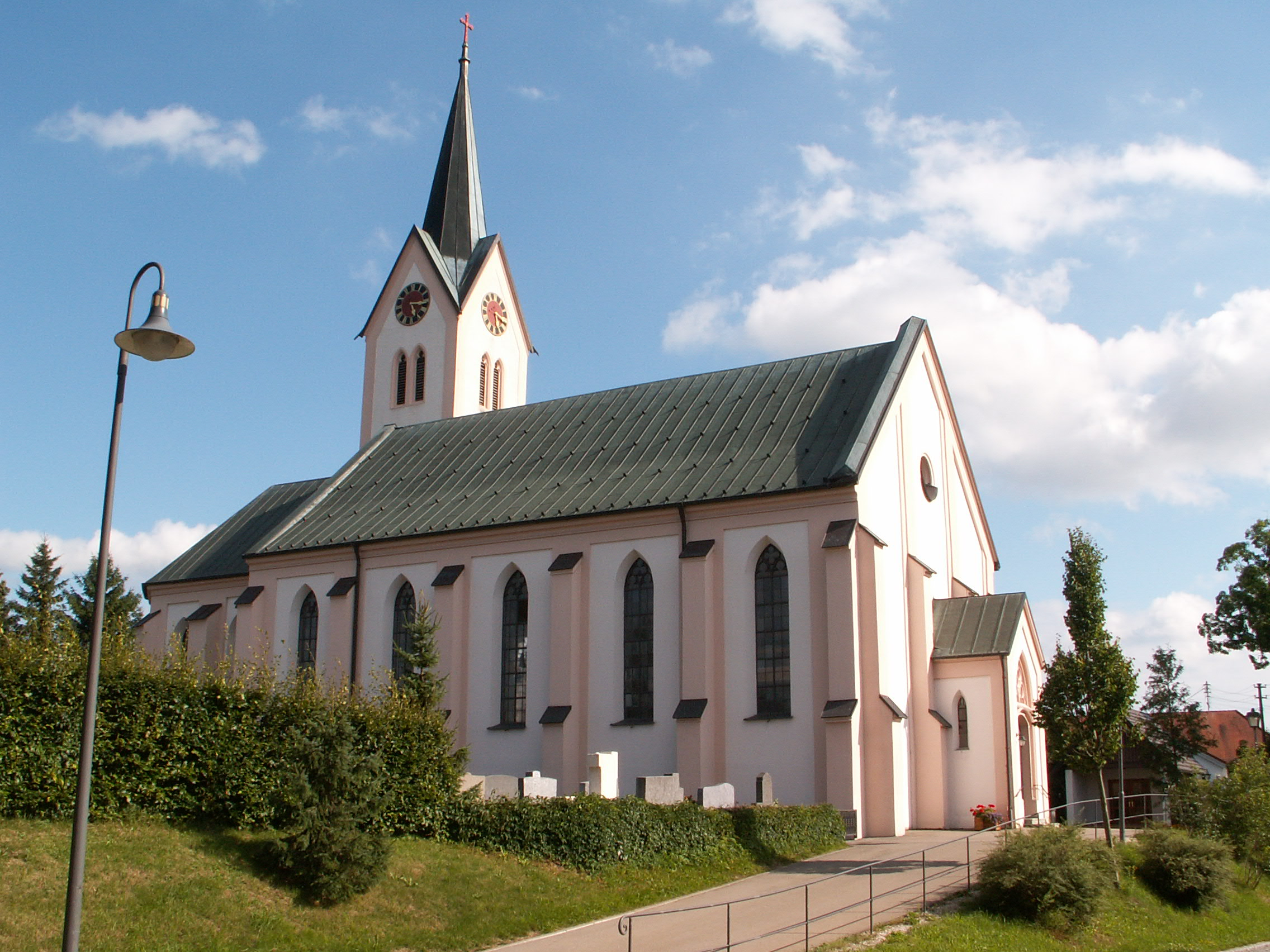